# Братя-Кунчеви
Братя-Кунчеви (болг. Братя Кунчеви) — село в Болгарии. Находится в Старозагорской области, входит в общину Стара-Загора. Население составляет 875 человек.

## Политическая ситуация
В местном кметстве Братя-Кунчеви, в состав которого входит Братя-Кунчеви, должность кмета (старосты) исполняет Георги Петков Георгиев (независимый) по результатам выборов.
Кмет (мэр) общины Стара-Загора — Светлин Танчев (Граждане за европейское развитие Болгарии (ГЕРБ)) по результатам выборов.